# Museo Fratelli Cozzi
Il Museo Fratelli Cozzi, situato a Legnano, è un museo privato fondato da Pietro Cozzi nel 2015 che custodisce una collezione di automobili realizzate dalla casa automobilistica italiana Alfa Romeo, insieme a documenti e oggetti correlati. La collezione comprende almeno un esemplare per ogni modello prodotto dalla Alfa Romeo a partire dal 1950 e numerosi oggetti legati alla casa automobilistica e al mondo dell'automobile. Il museo fa anche parte del Circuito Lombardo dei Musei del Design e di MuseImpresa.

## Storia
La collezione nasce per volontà di Pietro Cozzi, imprenditore di Legnano appassionato di Alfa Romeo e fondatore della concessionaria Fratelli Cozzi, che inizia a raccogliere un esemplare per ogni modello a partire dal 1955. Nel corso degli anni la raccolta è stata occasionalmente aperta al pubblico in occasioni particolari ma viene ufficialmente trasformata in museo stabile nell'autunno 2015, in occasione del 60º anniversario dell'azienda e dell'80º compleanno del suo fondatore.
Negli anni Pietro Cozzi ha collezionato oltre 60 vetture, comprendendo nella collezione anche alcuni esemplari unici al mondo. Insieme alle auto, nel museo sono conservati anche più di 300 poster e migliaia di fotografie, libri, documenti,grafiche e trofei, alcuni dei quali disegnati da importanti artisti come Lucio Fontana, Giò Pomodoro e Bruno Munari. Tra i pezzi più importanti, spiccano due modelli unici al mondo – un'Alfa Romeo 155 vincitrice di un record di velocità terrestre negli Stati Uniti d'America e un'Alfa Romeo Giulia 1600 TI Super Quadrifoglio Verde, l'unico esemplare prodotto in colorazione "Fumo di Londra" – oltre che due modelli Alfa Romeo d'epoca – una 6C 2500 Sport Freccia Oro, detta "Gobbone", e una 6C 2500 Super Sport cabriolet  "Freccia d'oro", entrambe del 1950.
Il fondatore Pietro Cozzi e la moglie sono deceduti nel 2023 in un incidente automobilistico.

## Struttura
Il museo è ospitato in un ex magazzino sotterraneo degli anni cinquanta appartenente al concessionario, i cui spazi sono stati interamente riprogettati nel 2015, che una superficie espositiva di circa 1 000 metri quadri. Particolare ricerca è stata dedicata all'effetto cromatico, con il bianco della struttura esterna che si contrappone al rosso acceso dell'area accoglienza e del vano di collegamento, e al nero del museo, all'interno del quale spiccano i pezzi esposti. 
Nel 2019 è stato visitato da circa 10 000 persone, di cui 1 000 studenti. L'area museale risulta divisa in tre navate ritmate da colonne, nella parte destra i modelli berlina, a sinistra i coupé e al centro gli spider, mentre il pavimento richiama il manto stradale, sul quale sono presenti anche le linee di mezzeria.

## Archivio
L'archivio del museo, chiamato Cozzi Lab, conserva un gran numero di poster, fotografie, trofei, libretti d'uso e manutenzione, progetti e documenti, oltre a una biblioteca ed emeroteca di settore fruibile al pubblico. I materiali dell'archivio sono stati completamente digitalizzati nel 2019, rendendoli accessibili ad appassionati, scuole e ricercatori.

## Collezione

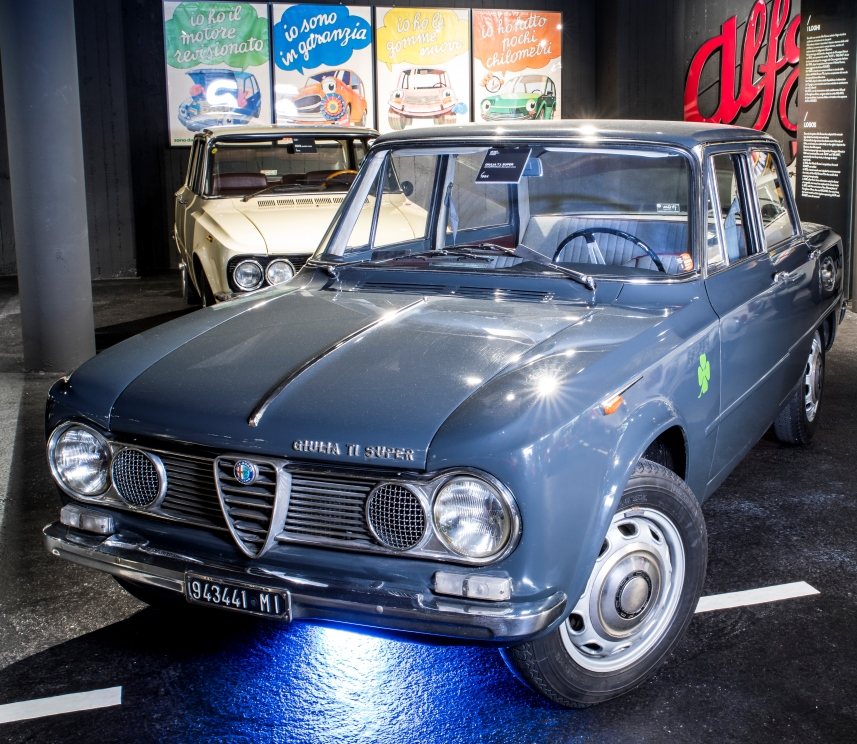
La Giulia 1600 TI Super in grigio "Fumo di Londra"

La collezione del museo è formata dai seguenti modelli:

### Le spider
| Modello                             | Anno |
| ----------------------------------- | ---- |
| Alfa Romeo 6C 2500 SS Spider Farina | 1950 |
| Alfa Romeo Giulia 1600 Spider       | 1963 |
| Alfa Romeo 2600 Spider              | 1962 |
| Alfa Romeo 1600 Spider "Duetto"     | 1967 |
| Alfa Romeo RZ 3000                  | 1995 |
| Alfa Romeo Spider 2.0               | 2002 |
| Alfa Romeo Spider 1.6               | 1990 |

### Le coupé
| Modello                            | Anno |
| ---------------------------------- | ---- |
| Alfa Romeo Giulia 1600 Sprint      | 1963 |
| Alfa Romeo 2600 Sprint             | 1966 |
| Alfa Romeo 1300 Junior Zagato      | 1971 |
| Alfa Romeo 1750 GT Veloce          | 1969 |
| Alfa Romeo 1300 Sprint             | 1962 |
| Alfa Romeo Giulia 1600 SS          | 1967 |
| Alfa Romeo Alfasud Sprint          | 1977 |
| Alfa Romeo GTV 2500 6V             | 1983 |
| Alfa Romeo Montreal                | 1971 |
| Alfa Romeo Alfetta 1600            | 1977 |
| Alfa Romeo SZ 3.0                  | 1990 |
| Alfa Romeo GT Junior 1.3 "Scalino" | 1970 |
| Alfa Romeo GTV 2.0 V6 Turbo        | 1998 |
| Alfa Romeo 6C 2500 "Freccia d'oro" | 1950 |

### Le berline
| Modello                          | Anno |
| -------------------------------- | ---- |
| Alfa Romeo Giulietta T.I.        | 1960 |
| Alfa Romeo 1900 Super            | 1958 |
| Alfa Romeo 2000 Berlina          | 1961 |
| Alfa Romeo Giulia 1600 Super QV  | 1964 |
| Alfa Romeo 1750 Berlina          | 1970 |
| Alfa Romeo 2600 Berlina          | 1963 |
| Alfa Romeo Alfetta 1800          | 1975 |
| Alfa Romeo Alfasud T.I.          | 1974 |
| Alfa Romeo Alfa 6 2500           | 1981 |
| Alfa Romeo Arna 1300 T.I.        | 1986 |
| Alfa Romeo Giulietta Turbo Delta | 1985 |
| Alfa Romeo 75 Evoluzione         | 1987 |
| Alfa Romeo 90 Q.O. 2.5           | 1986 |
| Alfa Romeo 164 3.0 Q.V.          | 1993 |
| Alfa Romeo Giulia 1300           | 1976 |
| Alfa Romeo Alfetta 2.0 Q.O.      | 1984 |
| Alfa Romeo 75 2.0 "num."         | 1991 |
| Alfa Romeo 33 Permanent 4x4      | 1991 |
| Alfa Romeo Alfasud "Giardinetta" | 1978 |
| Alfa Romeo Alfetta 2.0           | 1983 |
| Alfa Romeo 145 1.6 Boxer         | 1995 |
| Alfa Romeo 156 2.5 6V Q.tronic   | 1999 |
| Alfa Romeo 155 Q4                | 1992 |
| Alfa Romeo 166 6V Turbo          | 1999 |
| Alfa Romeo 33 Imola              | 1993 |
| Alfa Romeo 146 1.4 Twin Spark    | 1997 |

### Le speciali
| Modello                          | Anno |
| -------------------------------- | ---- |
| Alfa Romeo Matta                 | 1951 |
| Alfa Romeo 155 Q4 Record Ora     | 1992 |
| Alfa Romeo Formula Boxer 1.7     | 1987 |
| Alfa Romeo GT Junior Replica GTA | 1970 |